# Ubelteso
Ubelteso est une divinité de la région d'Oiartzun (Guipuscoa), à l'époque romaine, d'après l'inscription de la pierre provenant d'Anderregi ou Andrearriaga. 
Une légende très connue dans la région, raconte qu'une certaine française passait à cheval par ces lieux, elle s'arrêta à la chapelle et vola le rosaire pendant des mains de la Vierge. Elle s'éloignait avec sa monture lorsqu'une personne lui apparut lui intimant l'ordre de rendre ce qu'elle avait volé. Elle répondit en niant le fait et se parjurant elle dit:
"Arribiyur !" que je me convertisse en pierre si ce que je dis n'est pas la vérité;
Dieu la punit, comme elle était il la pétrifia. Voir aussi Sakre.